# 済生会兵庫県病院
済生会兵庫県病院（さいせいかいひょうごけんびょういん）は、社会福祉法人恩賜財団済生会支部兵庫県済生会が兵庫県神戸市北区に設置する病院である。病院理念は「信頼・安心の医療の提供」。

## 沿革
- 1912年（大正元年）8月 - 恩賜財団済生会が兵庫県における救援事業に着手[3]。
- 1919年（大正8年）5月 - 神戸市葺合区日暮通（現在の中央区）に開院。20床[3]。
- 1921年（大正10年）10月 - 社会福祉法人恩賜財団済生会兵庫県病院と改称[3]。
- 1934年（昭和9年）6月 - 増設工事竣工。120床[3]。
- 1958年（昭和33年）3月 - 別館増設工事竣工。245床[3]。
- 1973年（昭和48年）6月 - 老人医療センター増築竣工。279床[3]。
- 1991年（平成3年）12月 - 現在地に新築移転[3]。
- 1996年（平成8年）10月 - 新生児特定集中治療室（6床）[4]。
- 2001年（平成13年）8月 - 地域周産期母子医療センター認定[4]。
- 2003年（平成15年）4月 - 地域医療連携室設置[4]。
- 2005年（平成17年）10月 - 新生児特定集中治療室増床（9床）[4]。
- 2007年（平成19年）11月 - 地域医療連携室及び医療相談室を医療福祉事業室に再編[4]
- 2009年（平成21年）4月 - 地域小児医療センター認定[4]。

## 診療科
- 内科
- 外科
- 小児科
- 産婦人科
- 整形外科
- 脳神経外科
- 呼吸器外科
- 眼科
- 耳鼻咽喉科
- 皮膚科
- 泌尿器科
- 循環器内科
- 腎臓内科
- 呼吸器内科
- 麻酔科
- 放射線科
- 歯科口腔外科
- 消化器内科
- リウマチ科
- アレルギー科
- リハビリテーション科

出典：

## 医療機関の指定・認定
（下表の出典）
| 保険医療機関 | 高齢者の医療の確保に関する法律（昭和５７年法律第８０号）第７条第１項に規定する医療保険各法及び同法に基づく療養等の給付の対象とならない医療並びに公費負担医療を行わない医療機関       |
| 労災保険指定医療機関 | 指定自立支援医療機関（更生医療） |
| 指定自立支援医療機関（育成医療） | 臨床研修病院 |
| 身体障害者福祉法指定医の配置されている医療機関 | 生活保護法指定医療機関（中国残留邦人等の円滑な帰国の促進並びに永住帰国した中国人残留邦人等及び特定配偶者の自立の支援に関する法律（平成６年法律第30号）に基づく指定医療機関を含む。） |
| 医療保護施設（中国残留邦人等の円滑な帰国の促進並びに永住帰国した中国人残留邦人等及び特定配偶者の自立の支援に関する法律に基づく医療保護施設を含む。） | 結核指定医療機関 |
| 指定小児慢性特定疾病医療機関 | 肝疾患診療連携拠点病院 |
| 特定疾患治療研究事業委託医療機関 | 戦傷病者特別援護法指定医療機関 |
| 在宅療養後方支援病院 | 原子爆弾被害者一般疾病医療取扱医療機関 |
| DPC対象病院 | 無料低額診療事業実施医療機関 |
| 公害医療機関 | 母体保護法指定医の配置されている医療機関 |
| 地域周産期母子医療センター | 地域医療支援病院 |

- 公益財団法人日本医療機能評価機構認定病院[7]

## 急性期医療の維持について
- 2021年1月18日までに、当院は「当院単独で、将来的に地域の基幹病院として急性期医療を維持・継続していくことは困難」との見通しを示した。広域的な再編・ネットワークも視野に急性期医療の集約化について神戸市と検討し、難しい場合は急性期からの撤退も視野に入れるとしている。将来見通しは、三田市民病院との急性期医療の連携について話し合う会議で報告した[8]。

## 交通アクセス
病院公式サイト　交通アクセスも参照
- 神戸電鉄三田線「岡場駅」より阪急バスに乗車、済生会兵庫県病院バス停で下車もしくは同駅より神姫バスに乗車、藤原台北町2丁目下車。
- 祝祭日・年末年始を除く平日（月 - 金）は岡場駅との送迎バスあり。
- 駐車場あり。